# 아이카와 사키
아이카와 사키(일본어: 愛川咲樹, 1970년 7월 17일 ~ )는 일본의 성인 비디오 여배우다.